# Fachverband für Wasser, Gas und Wärme
Der Fachverband für Wasser, Gas und Wärme (vormals Schweizerischer Verein des Gas- und Wasserfaches, SVGW) ist die Wissens-, Fach- und Netzwerkorganisation der Schweizer Gas- und Wasserversorgungen. Er fördert das Gas-, Fernwärme- und Wasserfach in technischer und technisch-wissenschaftlicher Hinsicht unter besonderer Berücksichtigung der Sicherheit, Hygiene und einer zuverlässigen Versorgung.
Im Energiebereich bezweckt er als Fachorganisation die Förderung einer sicheren, sauberen sowie sparsamen Bereitstellung und Nutzung von gasförmigen Energieträgern, verflüssigten Energiegasen und Wärme (insbesondere Fernwärme  und Fernkälte) sowie die Verhütung von Unfällen, Störungen und Schäden. Er setzt sich insbesondere für die Verhütung von Unfällen, Störungen und Schäden ein.
Im Bereich Trinkwasser bezweckt er als Fachorganisation die Förderung und Koordination der nachhaltigen Versorgung der Bevölkerung mit einwandfreiem Trinkwasser in ausreichender Menge. Der SVGW engagiert sich für den Schutz der Wasserressourcen. Ein Mittel, um diese Ziele zu erreichen, sind Aus- und Weiterbildungsangebote.
Der Sitz des am 18. Mai 1873 in Bern gegründeten Vereins befindet sich am Ort der Geschäftsstelle in Zürich. Er hat rund 1200 Mitglieder, zu denen Gas- sowie Wasserversorger, Ingenieure, Industriepartner und Behörden zählen.

## Aufgaben
Zur Erreichung des Vereinszweckes stellt sich der SVGW insbesondere folgende auf das Gas- und Wasserfach bezogene Aufgaben.:
1. Ausarbeitung, Herausgabe und Verbreitung des SVGW-Regelwerkes (Dokumente); Koordinierung, Planung sowie Mitwirkung bei Normierungsarbeiten und technischen Vorschriften in Verbindung mit nationalen und internationalen Institutionen
2. Bereitstellung von förderlichen Dienstleistungen im Interesse des Gas- oder Wasserfaches wie:
  - Betreiben technischer Inspektorate, Zertifizierungs- und Prüfstellen
  - Erarbeiten und Vermittlung von Gutachten
  - Durchführung, Förderung, Unterstützung und Überwachung der Ausbildung im Gas-, Wasser- und Installationsfach
  - Durchführung und Förderung von technischen und technisch-wissenschaftlichen Veranstaltungen und Kursen
  - Sammlung, Auswertung und Verbreitung von technischen und technisch-wissenschaftlichen Erkenntnissen, Untersuchungen und Betriebsdaten, technisch-statistischen Unterlagen, Schriften und ähnlichem
  - Fachliche Beratung von Mitgliedern und anderen Interessenten
  - Austausch von Erfahrungen und Betriebsdaten
3. Bearbeitung rechtlicher, statistischer, ökologischer und anderer Probleme im technischen Bereich, die im Interesse der Gasversorgungen liegen
4. Bearbeitung rechtlicher, statistischer, wirtschaftlicher, sozialer, ökologischer und anderer Probleme, die im Interesse der Wasserversorgungen liegen
5. Einwirkung auf die Gesetzgebung
6. Öffentlichkeitsarbeit im Bereich Sicherheit und Trinkwasser sowie Herausgabe der Fachzeitschrift AQUA & GAS (früher gwa (Gas – Wasser – Abwasser))
7. Fachliche Zusammenarbeit mit Behörden und Institutionen im In- und Ausland, insbesondere mit Vereinigungen und Organisationen des Energie-, Abwasser-, Gas- und Wasserfaches
8. Beteiligung an Organisationen und Institutionen, die im Interesse des Vereinszweckes liegen.

## Regelwerk
Das Regelwerk Wasser reicht von der W1 „Richtlinie für die Qualitätsüberwachung in der Trinkwasserversorgung“ bis zur W10 015 „Merkblatt; Elektrische Trennung von Wasserleitungen und Erdungsanlagen“.
Das Regelwerk Gas reicht von der G1 „Richtlinie für die Erdgasinstallation in Gebäuden (Gasleitsätze)“ bis zur G10 002 „Merkblatt für Planung, Erstellung, Betrieb und Instandhaltung von Gasinstallationen in Biogasanlagen“.
Die Regelwerke sind in Deutsch und Französisch, teilweise in Italienisch.

## Ausbildung
Der SVGW bietet Aus- und Weiterbildungen an. Das Angebot reicht von praxisorientierten Kursen über die höhere Berufsbildung bis hin zur Führungsausbildung und universitären Weiterbildungen. Insgesamt haben im Jahr 2013 über 1900 Personen einen Kurs oder Lehrgang besucht.

## Aqua-expo
Mit der Wanderausstellung aqua-expo will der SVGW das positive Image des Trinkwassers stärken, die Leistungen der Schweizer Wasserversorger zeigen und die Ressource Trinkwasser schützen.